# Iso Typpyräjärvi
Iso Typpyräjärvi är en sjö i Pajala kommun i Norrbotten och ingår i Kalixälvens huvudavrinningsområde. Sjön har en area på 0,23 kvadratkilometer och ligger 196 meter över havet. Iso Typpyräjärvi ligger i Torne och Kalix älvsystem Natura 2000-område. Sjön avvattnas av vattendraget Typpyräjoki.

## Delavrinningsområde
Iso Typpyräjärvi ingår i det delavrinningsområde (744825-182215) som SMHI kallar för Mynnar i Teurajoki. Medelhöjden är 221 meter över havet och ytan är 24,75 kvadratkilometer. Det finns inga avrinningsområden uppströms utan avrinningsområdet är högsta punkten. Typpyräjoki som avvattnar avrinningsområdet har biflödesordning 3, vilket innebär att vattnet flödar genom totalt 3 vattendrag innan det når havet efter 183 kilometer. Avrinningsområdet består mestadels av skog (54 procent) och sankmarker (34 procent). Avrinningsområdet har 0,23 kvadratkilometer vattenytor vilket ger det en sjöprocent på 0,9 procent.